# Mehadeyis

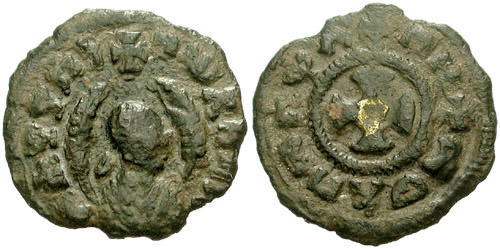
Bronzemünze des Mehadeyis

Mehadeyis (in Texten als MHDYS) war im späten 4. Jahrhundert ein christlicher König von Aksum, über den wenig bekannt ist.
Mehadeyis ist hauptsächlich auf seinen Münzen bezeugt, die meist Altäthiopisch als Sprache benutzten, obwohl griechisch auf ihnen auch vorkommt. Das Motto bzmsql tmwʾ auf diesen Münzen ist eine lose Übersetzung von In hoc signo vinces ("Durch dieses Zeichen wirst Du siegen") auf den Münzen von Konstantin dem Großen.